# Centro de Investigación Agrícola, Henry A. Wallace Beltsville
Los Centro de Investigación Agrícola, Henry A. Wallace Beltsville (en inglés: The Henry A. Wallace Beltsville Agricultural Research Center (BARC)), es una unidad del Agricultural Research Service en el United States Department of Agriculture son varias instituciones investigadoras, y jardín botánico de 6,700 acres (2,428.11 hectáreas) de extensión en Beltsville, Maryland, Estados Unidos.
Está nombrado en honor de Henry A. Wallace, antiguo vicepresidente de los Estados Unidos y secretario de agricultura. El BARC también alberga el edificio "Abraham Lincoln" de la National Agricultural Library. 
Su código de reconocimiento internacional como institución botánica (en el Botanical Gardens Conservation International BGCI), así como las siglas de su herbario es ARS.

## Localización
National Plant Germplasm System - USDA-ARS-NGRL BARC-West, Rm. 409, Bldg. 003 10300 Baltimore Avenue Suitland, Prince George County, Maryland, 20705 United States of America-Estados Unidos de América.
Planos y vistas satelitales.39°2′0″N 76°53′0″O / 39.03333, -76.88333

## Historia
En 1910, el Departamento de Agricultura de Estados Unidos adquirió los 475 acres de la plantación "Walnut Grange" en Beltsville, Maryland, para convertirlo en un centro de investigación.
La tierra, originalmente propiedad de Thomas Snowden a finales de 1700, se le dio a su hija María cuando se casó con John Herbert de Walnut Grange, Virginia. Se edificó la casa familiar Snowden construida alrededor de 1790 y que actualmente sigue en pie. En 1911, las vacas lecheras y otros animales llegaron a convertirse en el núcleo de las actividades de investigación de cría de animales del USDA.
Pocos años después, en 1915, Sewall Green Wright, que llegaría a ser conocido como uno de los tres padres de la genética de poblaciones, trabajó en el BARC siendo su primer trabajo después de recibir el doctorado. Wright investigó para aclarar las funciones de la endogamia y la selección en la cría de ganado lo que le llevó a la publicación de 1921 de la clásica serie de documentos, sistemas de apareamiento, que aún constituyen la base teórica para las decisiones de mejoramiento de plantas y animales. 
Fue también en el BARC en el que Wright propuso por primera vez la variable que designa como F para expresar un coeficiente de endogamia, la correlación matemática que mide la disminución de la heterocigosis de la acción de la fundación. 
En 1990, el Congreso de los Estados Unidos autorizó el establecimiento de un Programa Nacional de Recursos Genéticos (NGRP). Es responsabilidad del NGRP para: adquirir, caracterizar, conservar, documentar y distribuir a los científicos, el germoplasma de todas las formas de vida importante para la producción alimentaria y agrícola. 

El 24 de septiembre de 2001, las instalaciones del BARC sufrieron graves daños a causa del "tornado F3".

## Colecciones

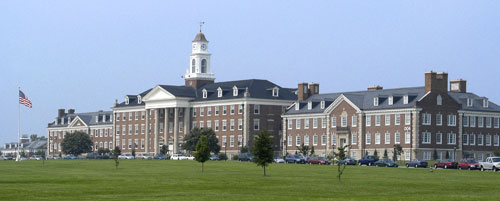
Edificio principal del "Beltsville Agricultural Research Center".

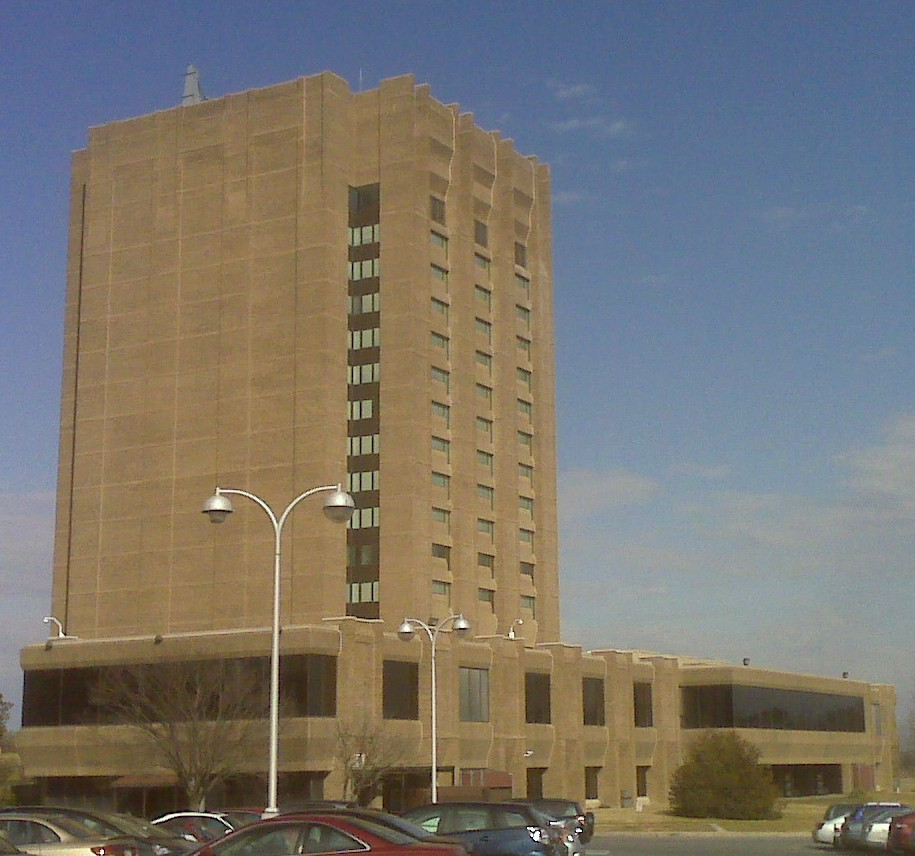
El edificio "Abraham Lincoln" de la Biblioteca Nacional de Agricultura en Beltsville.

El centro alberga 536845 accesiones de plantas en forma de semillas y también de plantas en cultivo, de fuentes silvestres y cultivares. 
Entre las colecciones especiales que albergaba al 19 de septiembre de 2010 :
- Arctic and Subarctic Plant Gene Bank 1392
- C.M. Rick Tomato Genetics Resource Center 3491
- Clover collection 241
- Cotton Collection 9337
- Desert Legume Program 2597
- Forest Service National Seed Lab 1167
- Maize Genetic Stock Center 7510
- National Arboretum 3550
- National Arid Land Plant Genetic Resources Unit 1329
- National Center for Genetic Resources Preservation 18946
- National Germplasm Resources Laboratory 39
- National Small Grains Collection 136461
- Natl. Germplasm Repository - Brownwood 3898
- Natl. Germplasm Repository - Corvallis 13783
- Natl. Germplasm Repository - Davis 7010
- Natl. Germplasm Repository - Geneva 8208
- Natl. Germplasm Repository - Hilo 907
- Natl. Germplasm Repository - Mayagüez 977
- Natl. Germplasm Repository - Miami 4813
- Natl. Germplasm Repository - Riverside 1763
- Nicotiana Collection 2135
- North Central Regional PI Station 52341
- Northeast Regional PI Station 12477
- Ornamental Plant Germplasm Center 3153
- Pea Genetic Stock Collection 711
- Plant Germplasm Quarantine Program 1627
- Potato Germplasm Introduction Station 5679
- Rice Genetic Stock Center 33339
- Southern Regional PI Station 90886
- Soybean Collection 21138
- Western Regional PI Station 85940

## Actividades
Entre las actividades que tienen lugar en el centro:
- Instalaciones de micropropagación y cultivo de tejidos vegetales.
- Banco de semillas.
- Banco de datos en Computadora.
- Programas de conservación Ex Situ.
- Tecnología de manejo de datos e información de las plantas.
- Exploración.